# Anatropanthus
Anatropanthus là chi thực vật có hoa trong họ Apocynaceae.

## Các loài
- Anatropanthus borneensis Schltr., 1908